# Okiseius maritimus
Okiseius maritimus är en spindeldjursart som först beskrevs av Ehara 1967.  Okiseius maritimus ingår i släktet Okiseius och familjen Phytoseiidae. Inga underarter finns listade i Catalogue of Life.